# Ormosia townesi
Ormosia townesi là một loài ruồi trong họ Limoniidae. Chúng phân bố ở miền Tân bắc.